# Kostel Nejsvětější Trojice (Malšice)
Kostel Nejsvětější Trojice v Malšicích je římskokatolický farní kostel vystavěný jako vrcholně gotická jednolodní stavba ve 2. polovině 14. století a přestavěný v barokním slohu v letech 1743–1745. Nachází se na návsi obce Malšice, v okrese Tábor v Jihočeském kraji.

## Historie

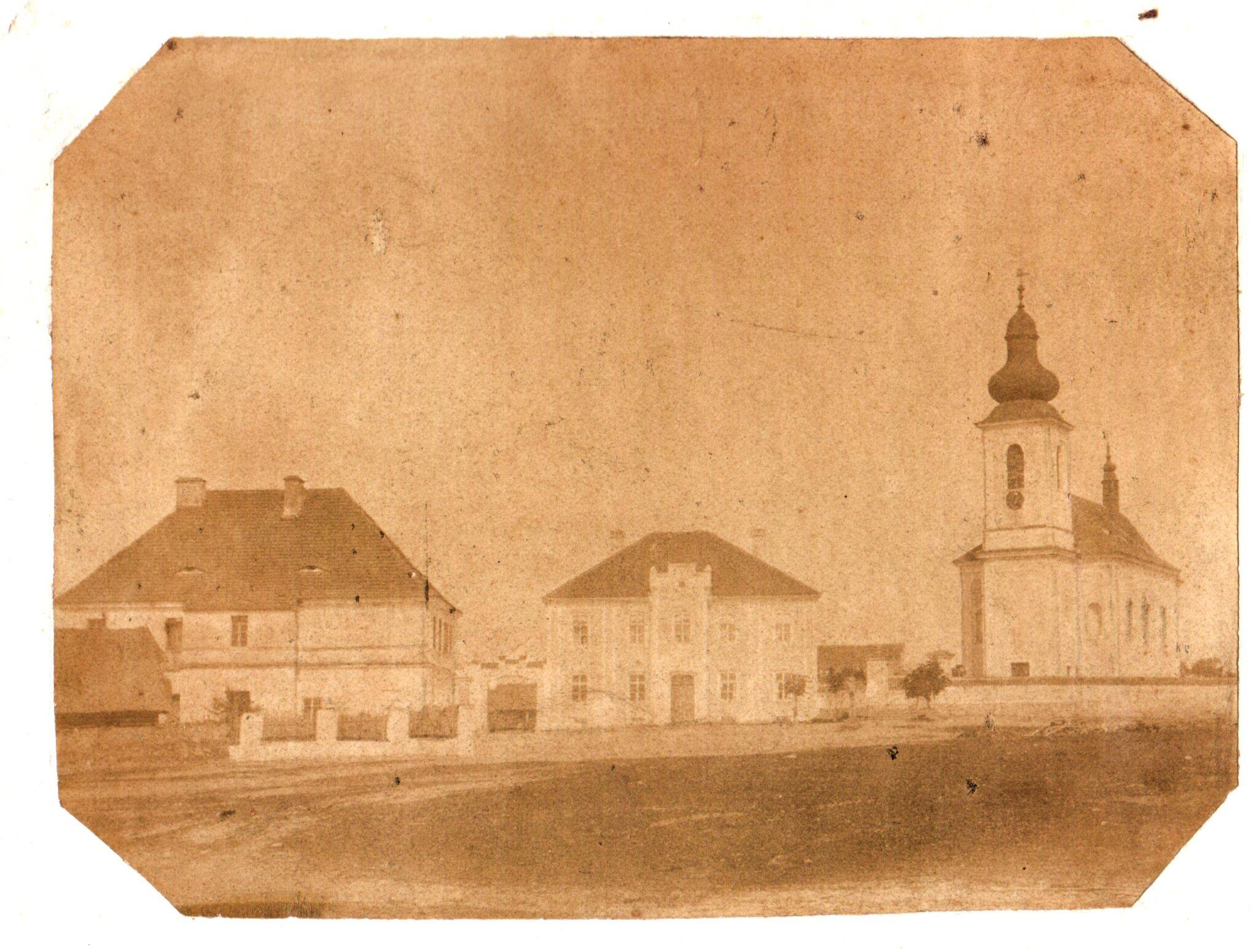
Kostel na fotografii z roku 1875

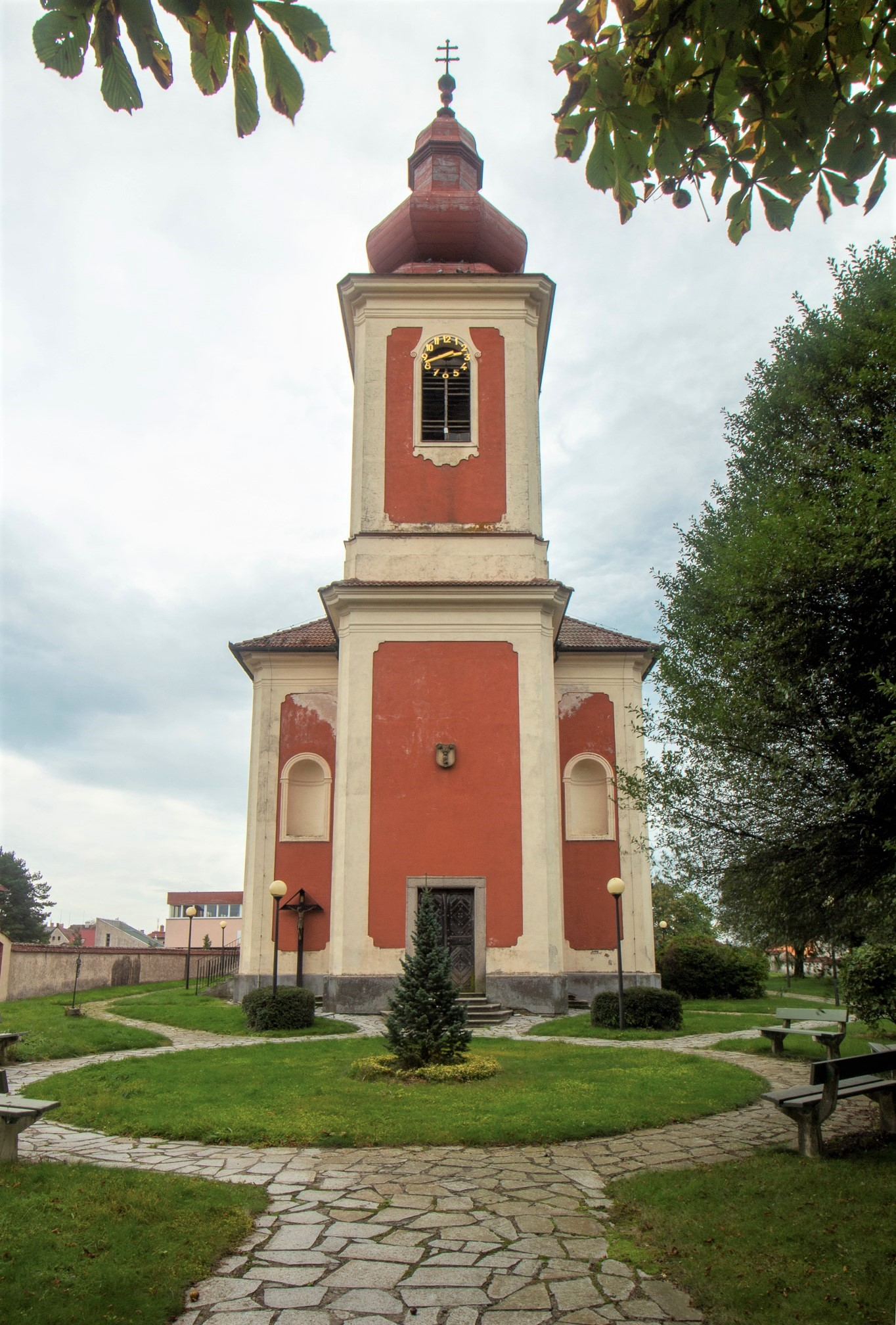
Kostel v říjnu 2020

Barokní jednolodní kostel dokončený roku 1745 vznikl přestavbou vrcholně gotického chrámu. Ten byl vybudován kolem roku 1373, kdy ves Malšice založili Rožmberkové. Z té stavební etapy se dochoval závěr kostela s trojbokým sanktuariem s reliéfem pelikána v tympanonu, datovaný letopočtem 1373, sakristie s oratoří na severní straně a s věží, přistavěnou v západním průčelí. Po roce 1420 byla ves i kostel vypáleny husitskými vzbouřenci. Roku 1743 byl kostel barokně přestavěn nákladem majitele panství Filipa Ferdinanda z Lobkovic. V roce 1899 byl opraven a vymalován v beuronském stylu. Roku 1994 byla obnovena fasáda kostela. 
Uvnitř je v sakristii raně gotická kamenná křtitelnice, v kostele cínová křtitelnice datovaná letopočtem 1738. Hlavní oltář Nejsv. Trojice je portálový s obrazem a sochami z roku 1787, postranní oltáře sv. Anny a sv. Josefa mají architekturu z doby po roce 1740, ale sochy jsou novodobé. 
Malšická farnost vznikla roku 1373, později však byla přifařena k bechyňské farnosti. Roku 1737 byla farnost obnovena jako samostatná poté, co od roku 1678 spadala pod farnost v Plané nad Lužnicí.

## Hřbitov
Na přilehlém hřbitově se nachází náhrobek Františka Švece z roku 1920, autorem reliéfu je František Bílek.

## Duchovní správa
Kostel je farním v malšické farnosti, administrátorem excurrendo je P. Mgr. Michal PULEC. Mše se konají každou neděli od 11 hodin.